# Здание духовного училища (Великие Луки)
Здание духовного училища — историческое здание в Великих Луках. Построено в начале XX века. Расположено на пересечении улицы Ставского и проспекта Ленина (дом 63/4). Объект культурного наследия регионального значения.

## История
Духовное училище в Великих Луках основано в 1853 году. В 1883 году для него было выкуплено домовладение на углу улиц Долгой (ныне проспект Ленина) и Круглой (сейчас Ставского). Сохранившееся здание построено в 1912—1914 гг. в связи с необходимостью расширения, подрядчиками были Л. У. Выгодский и П. Я. Янсон. В 1915 году, с началом Первой мировой войны, в новом здании был размещён военно-полевой госпиталь. Неизвестно, были ли вообще начаты в новом помещении занятия духовного училища. После Октябрьской революции, в 1917 году, в здании действовал исполнительный комитет Великолукского уездного Совета. В 1930-х гг. его место занял детский дом. Во время Великой Отечественной войны здание пострадало, но было восстановлено одним из первых в городе. В конце 1940-х — начале 1950-х гг. в здании вновь расположился исполком, на этот раз Великолукской области, а в 1953 году оно передано сельскохозяйственному институту и с 1957 года стало его общежитием. В 2015 году здание передано епархиальному управлению Русской православной церкви, в нём открыт домовый храм Святителя Николая, в 2019 году над домом возведён купол. В 2022 году началась реставрация здания.

## Архитектура

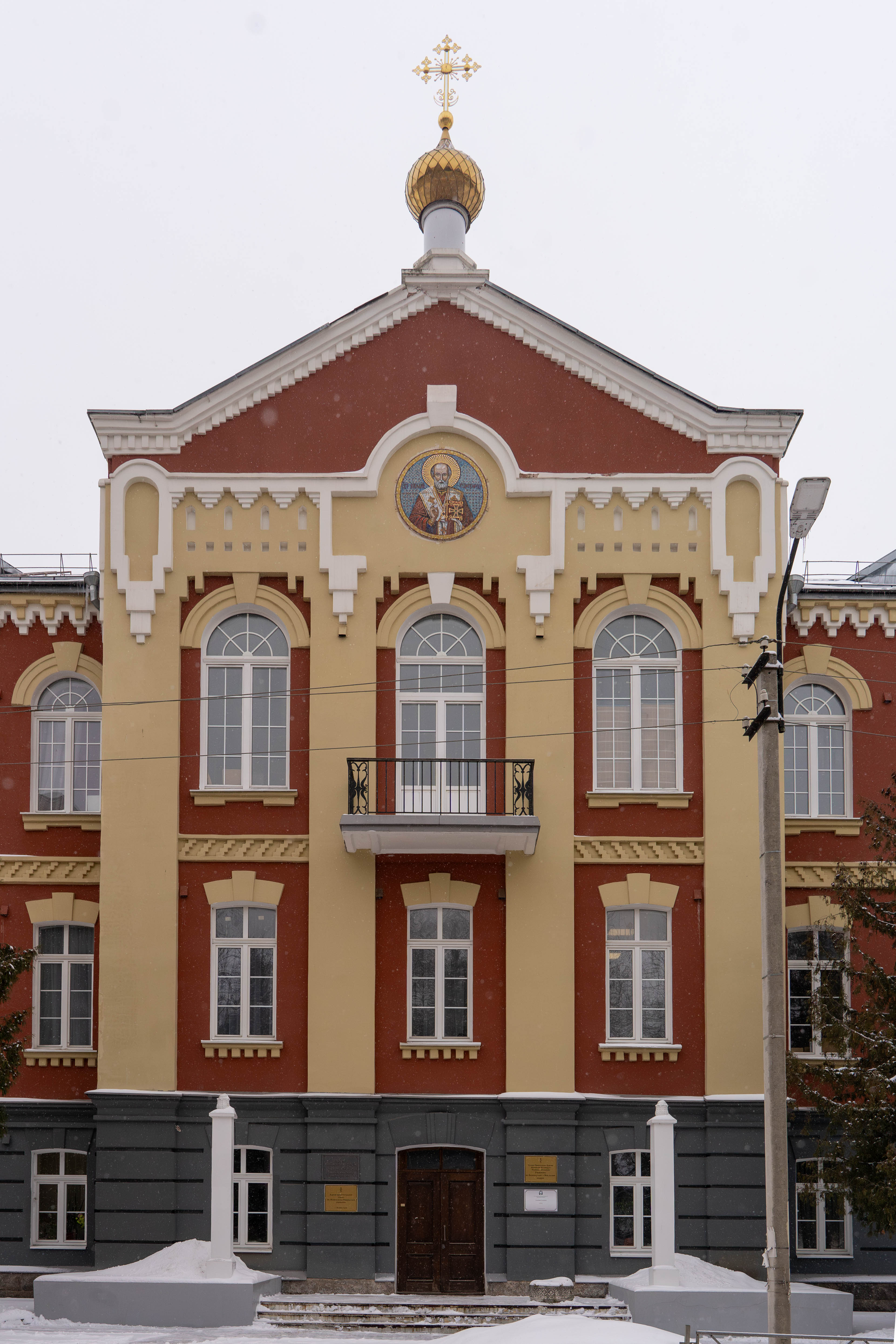
Ризалит здания

Трёхэтажное здание построено в стиле «кирпичной» эклектики. В архитектуре есть мотивы ренессанса, русского зодчества, классицизма. Являлось одним из крупнейших общественных зданий в городе.
Главный фасад ориентирован вдоль улицы Ставского, а второстепенный, с чёрным входом — вдоль проспекта Ленина. В плане строение имеет прямоугольную форму с небольшими крыльями в сторону двора. Главный фасад в 13 осей симметричен, по центру, в небольшом ризалите, находится парадный вход. Над входом на третьем этаже размещён небольшой балкон (решётка ограждения поздняя). Фасад завершается аттиком, который украшен кирпичным орнаментом, а над ним возведён более поздний фронтон. По углам ризалита и в простенках — широкие лопатки на высоту всего здания. Лопатки завершаются фигурными вертикальными филёнками. При послевоенных ремонтах были добавлены горельефы с советской и с сельскохозяйственной символикой в центральном фронтоне и в фигурных филёнках. Крайние оси фланкированы лопатками и завершаются, подобно центральному ризалиту, небольшими аттиками. Оконные проёмы первого этажа имеют лучковые перемычки и высокие клинчатые замковые камни; второго этажа — аналогичные, более высокие, с веерными замковыми камнями; третьего — арочные, с профилированными архивольтами и широкими замковыми камнями. Сохранилась сложная расстекловка окон. Стены первого этажа рустованы. Между вторым и третьим этажами — орнаментальный пояс. Карниз дополнен городчатым фризом. Северо-восточный боковой фасад сохранился не полностью, так как к двухэтажной части была сделана поздняя пристройка.
Боковые фасады несимметричны: к трёхэтажному основному объёму примыкают двухэтажные крылья. Юго-западный боковой фасад имеет окна, аналогичные главному фасаду, и разделён лопатками на две части. В правой части окна расположены равномерно, в левой крайняя ось смещена в сторону двухэтажной части здания. Двухэтажная часть фасада имеет две оконных оси, оформление аналогично первым двум этажам главного фасада, с трёхэтажной частью она связана за счёт продолжающегося руста первого этажа и междуэтажного карниза. Дворовый фасад практически симметричен, имеет небольшой ризалит в две оконных оси, соответствующий главной лестнице. Боковые ризалиты, как и торцевые фасады примыкающих крыльев, первоначально глухие (позднее на 2-м этаже в левом крыле прорезано окно). Ризалиты этого фасада завершены треугольными щипцами, в тимпанах которых — полукруглые окна. Форма оконных проёмов 1-3 этажей аналогична главному фасаду.
Первоначальная планировка сохранилась лишь частично. Парадные помещения находились в объёме центральных ризалитов. На первом этаже это был вестибюль, на втором — актовый зал, на третьем — домовая церковь. Кроме того, в центре здания размещена парадная лестница: двухмаршевая, каменная, с коваными ограждениями и деревянными перилами. Между вестибюлем и лестничной клеткой первого этажа — широкий арочный проём с лучковой перемычкой. Частично сохранилась метлахская плитка на полу лестничных клеток и в вестибюле. Вторая, чёрная, лестница находилась у бокового входа, коридоры всех трёх этажей соединяют лестничные клетки обеих лестниц.
Некоторые элементы декора (лепные обрамления дверных проёмов, потолочные тяги, розетки, а также керамическая плитка и деревянные панели) добавлены при послевоенном восстановительном ремонте здания. Тогда же произведена значительная перепланировка.